# Vingan
Vingan er en fjord i Osen kommune i Trøndelag fylke i Norge. Fjorden har indløb syd for Fårøya i nord og går 6,5 kilometer mod sydøst til Urddalen i bunden af fjorden.
Det ligger ingen bebyggelser eller veje langs fjorden. Fjordsiderne er forholdsvis bratte og høje med Vingheia (303 moh.) på vestsiden og Langstrandheia (364 moh.), Nasen (284 moh.) og Helvikkeipen (320 moh.) på østsiden.